# Суперизбыточное число
Суперизбыточное число (SA от англ. superabundant) — натуральное число {\displaystyle n} такое, что для всех {\displaystyle m<n} выполнено
{\displaystyle {\frac {\sigma (m)}{m}}<{\frac {\sigma (n)}{n}}~,}
где {\displaystyle \sigma } — функция делителей (то есть сумма всех положительных делителей числа {\displaystyle n}, включая {\displaystyle n}).
Первые несколько суперизбыточных чисел: 1, 2, 4, 6, 12, 24, 36, 48, 60, 120, .... Например, число 5 не является суперизбыточным числом, потому что для 1, 2, 3, 4 и 5 сигма равна 1, 3, 4, 7, 6, и 7/4 > 6/5.
Избыточные числа определялись[уточнить] Леонидасом Алаоглу и Палом Эрдёшем. Около 30 страниц статьи Рамануджана 1915 года «Сверхсоставные числа», которые были неизвестны Алаоглу и Эрдёшу, были закрыты[уточнить]. Эти страницы были наконец опубликованы в Журнале Рамануджана 1 (1997), 119—153[уточнить]. В разделе 59 этой статьи Рамануджан определяет обобщённые сверхсоставные числа, которые включают в себя суперизбыточные числа.

## Свойства
Леонидас Алаоглу и Пал Эрдёш (1944) доказали, что если {\displaystyle n} суперизбыточно, то существуют {\displaystyle k} и {\displaystyle a_{1},a_{2},\dotsb ,a_{k}} такие, что
{\displaystyle n=\prod _{i=1}^{k}(p_{i})^{a_{i}}~,}
где:
{\displaystyle p_{i}} —  {\displaystyle i}-е простое число;
{\displaystyle a_{1}\geqslant a_{2}\geqslant \dotsb \geqslant a_{k}\geqslant 1~.}
То есть, они доказали, что если {\displaystyle n} является суперизбыточным, разложение {\displaystyle n} на простые числа имеет невозрастающие показатели (показатель большего простого числа никогда не больше, чем это меньшее простое число) и что все простые числа вплоть до {\displaystyle p_{k}} — множители {\displaystyle n}. Тогда, в частности, любое суперизбыточное число является чётным целым числом, кратным {\displaystyle k}-му простому {\displaystyle p_{k}\#}.
Фактически, последний показатель степени {\displaystyle a_{k}} равен 1, кроме случаев, когда {\displaystyle n} равно 4 или 36.
Суперизбыточные числа тесно связаны со сверхсоставными. Не все суперизбыточные числа являются сверхсоставными числами. Фактически, только 449 суперизбыточных и сверхсоставных чисел совпадают (последовательность A166981 в OEIS). Например, 7560 сверхсоставно, но не суперизбыточно. Напротив, 1163962800 суперизбыточно, но не сверхсоставно.
Алаоглу и Эрдёш заметили, что все избыточные числа весьма избыточные.
Не все суперизбыточные числа являются числами харшад. Первым исключением является 105-й номер SA — 149602080797769600. Сумма цифр равна 81, но 81 не делится на этот номер SA равномерно.
Суперизбыточные числа также представляют интерес в связи с гипотезой Римана и теоремой Робина в связи с тем, что гипотеза Римана эквивалентна утверждению:
{\displaystyle {\frac {\sigma (n)}{e^{\gamma }n\log \log n}}<1}
для всех {\displaystyle n}, превышающих наибольшее известное исключение, суперизбыточное число 5040. Если это неравенство имеет больший контрпример, доказывающий ложность гипотезы Римана, наименьший такой контрпример должен быть суперизбыточным числом.
Не все суперизбыточные числа являются колоссально избыточными.

## Обобщение
Обобщённые {\displaystyle k}-суперизбыточные числа — такие числа, что {\displaystyle \textstyle {\frac {\sigma _{k}(m)}{m^{k}}}<{\frac {\sigma _{k}(n)}{n^{k}}}} для всех {\displaystyle m<n}, где {\displaystyle \sigma _{k}(n)} является суммой {\displaystyle k}-х степеней делителей {\displaystyle n}.
1-суперизбыточные числа — суперизбыточные числа. 0-суперизбыточные числа — сверхсоставные числа.
Например, обобщёнными 2-суперизбыточными числами являются 1, 2, 4, 6, 12, 24, 48, 60, 120, 240, ...